# Кнаак, Райнер
Райнер Фриц Альберт Кнаак (нем. Rainer Fritz Albert Knaak; 16 марта 1953, Пазевальк) — немецкий шахматист, гроссмейстер (1975). Программист.
Играет в шахматы с 6 лет. Чемпион ГДР среди школьников (1966). Пятикратный чемпион ГДР (в 1974—1984); лучшие результаты в других чемпионатах: 1975 и 1977 — 2-е; 1972, 1981 и 1985 — 3-е места.
Успешно выступил во многих международных соревнованиях: Оломоуц (1972) — 1-е; Бухарест (1973) — 3—4-е; Галле (1974) и Сандомир (1976) — 2-е; Балашиха (1977) — 1-е; Лейпциг (1977) — 1—3-е; Юрмала (1978) — 2—3-е; Галле (1978) — 1—3-е; Трнава (1980) — 2-е; Лейпциг (1983 и 1984) — 1-е; Сьенфуэгос (1984) — 1—2-е; Тунха (1984) — 3-е; Варна (1985) — 1—3-е; Потсдам (1985) — 2—4-е; Кёбанья (1986) — 1-е; Будапешт (1986) — 2—4-е; Лейпциг (1986) — 1—2-е; Берлин (1987) — 1-е места.

## Изменения рейтинга
| Графики недоступны из-за технических проблем. См. информацию на Фабрикаторе и на mediawiki.org. |